# Bergerac (Dordonha)
Bergerac é uma comuna francesa situada no departamento da Dordonha e da região da Nova Aquitânia. Em língua occitana o nome é Brageirac. 
A personagem mais célebre de Bergerac é Cyrano de Bergerac, protagonista da peça de teatro homônima de Edmond Rostand, que se inspirou numa personagem real, o escritor Savinien de Cyrano de Bergerac.